# لیورمور (کالیفرنیا)
لیورمور (به انگلیسی: Livermore) شهری در شهرستان آلامدا ایالت کالیفرنیا است که در سرشماری سال ۲۰۱۰ میلادی، ۸۰۹۶۸ نفر جمعیت داشته است.

## نگارخانه

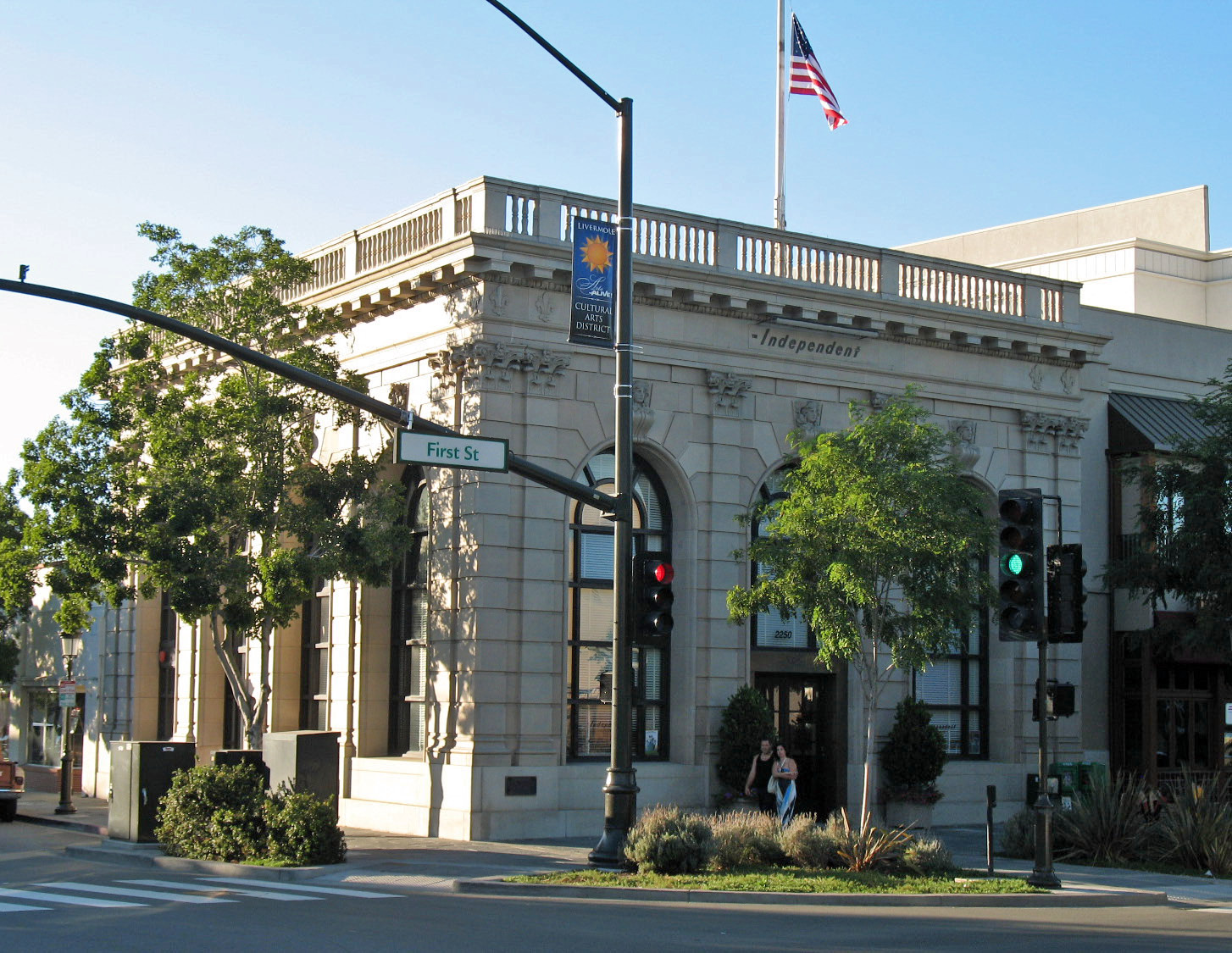
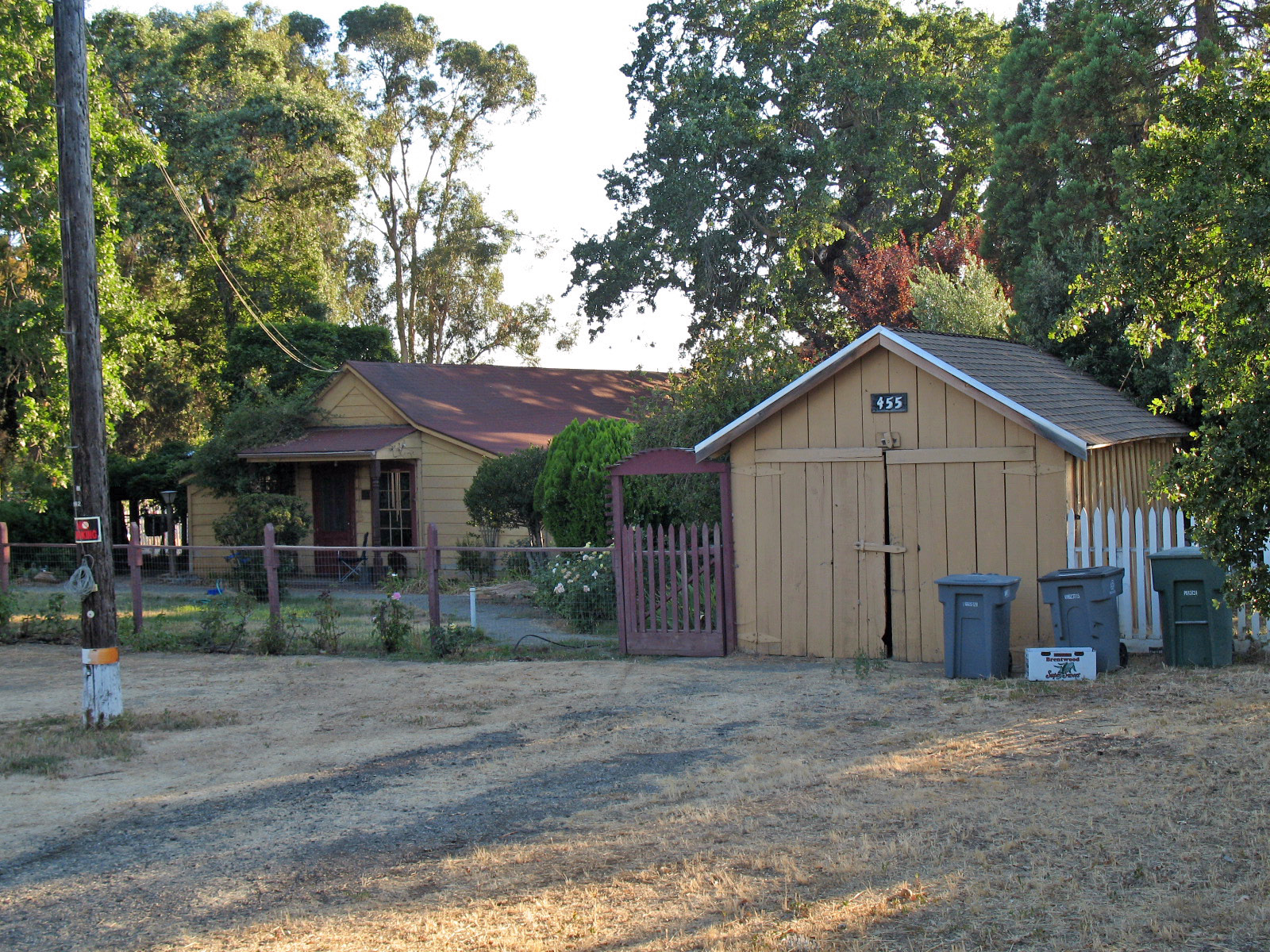
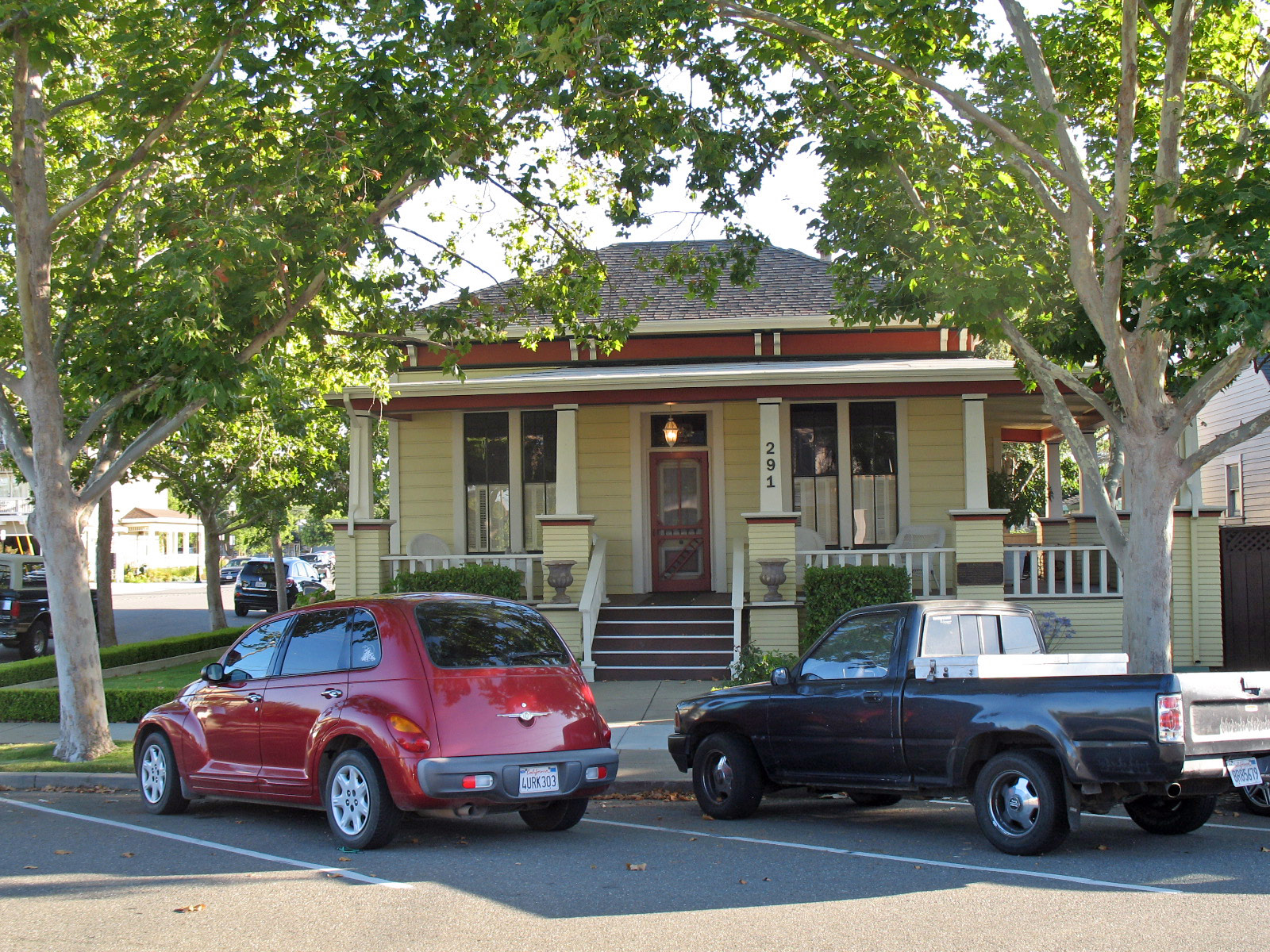
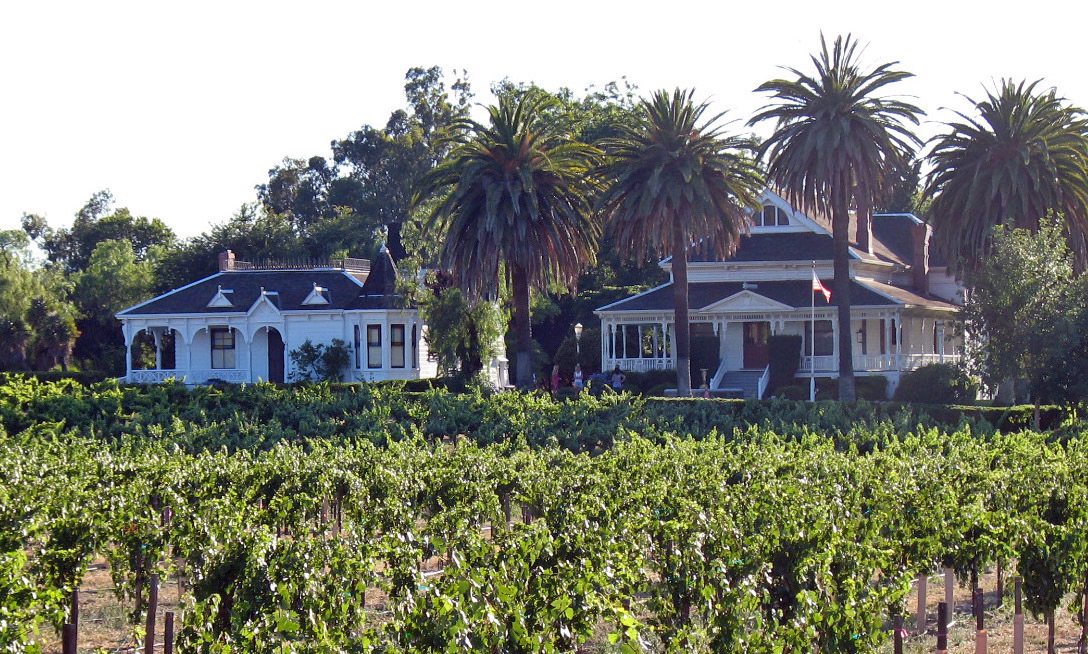